# Thermostabile DNA-Polymerase

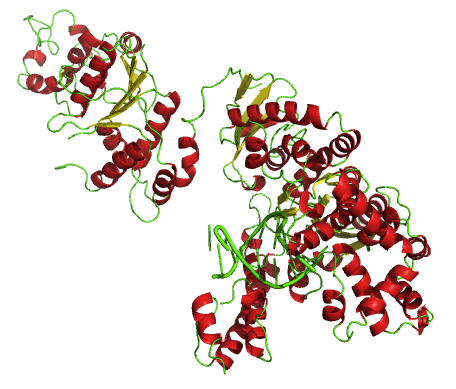
Taq-DNA-Polymerase mit Exonuklease- (oben links) und Polymerasedomäne mit DNA (unten rechts)

Thermostabile DNA-Polymerasen sind DNA-Polymerasen, die von Thermophilen, zumeist Bakterien- oder Archaeenarten, entstammen und daher thermostabil sind. Sie werden zur Polymerasekettenreaktion und verwandten Methoden zur Vervielfältigung und Modifikation von DNA verwendet.

## Bakterielle Polymerasen
Thermostabile DNA-Polymerasen natürlichen Ursprungs kommen unter anderem bei thermophilen Bakterien, Archaeen und deren Pathogenen vor. Unter den bakteriellen thermostabilen DNA-Polymerasen werden die Taq-Polymerase, die Tfl-Polymerase, die Tma-Polymerase, die Tne-Polymerase und die Tth-Polymerase verwendet.
Die zu den A-Typ-DNA-Polymerasen gehörenden bakteriellen thermostabilen DNA-Polymerasen besitzen neben der 5'→3'-Polymerase-Aktivität eine 5'→3'-Exonuklease-Aktivität und erzeugen am 3'-Ende des neu erzeugten Stranges einen Adenosin-Überhang (engl. englisch sticky ends).
Die Prozessivität (engl. processivity) beschreibt die durchschnittliche Anzahl an Basenpaaren, bevor eine Polymerase von der DNA-Vorlage (engl. template) abfällt. Die Prozessivität der verwendeten Polymerase begrenzt den maximalen Abstand des Primers zur Sonde in der real time quantitative PCR. Die Prozessivität einer Taq-Polymerase liegt bei etwa 200 Basenpaaren.

## Archaeische Polymerasen

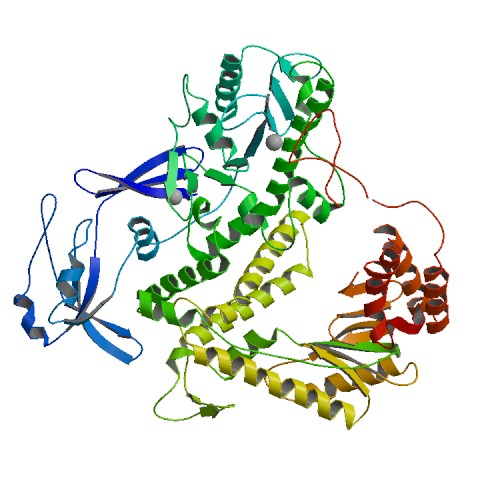
Pfu-Polymerase mit zwei Magnesiumionen (graue Kugeln)

Häufig verwendete DNA-Polymerasen des B-Typs sind die aus verschiedenen Archaeen stammende Pfu-Polymerase, die Pwo-Polymerase, die KOD-Polymerase, die Tli-Polymerase (auch Vent genannt), die Tag-Polymerase, die Tce-Polymerase, die Tgo-Polymerase, die TNA1-Polymerase, die Tpe-Polymerase, die Tthi-Polymerase, die Neq-Polymerase und die Pab-Polymerase.
Die zum B-Typ gehörenden Archaeen-Varianten erzeugen keinen Überhang (engl. blunt ends, die Tli-Polymerase macht bei etwa 30 % der Produkte einen Überhang) und besitzen anstatt der 5'→3'-Exonuklease-Aktivität eine Aktivität zur Korrektur von Synthesefehlern (engl. proof-reading), die 3'→5'-Exonuklease-Aktivität. Bei den archaeischen Polymerasen leidet bei der Erzeugung eines analogen Klenow-Fragments die Fehlerrate, da die korrigierende Exonuklease-Aktivität dabei entfernt wird. Manche DNA-Polymerasen von Archaeen zeichnen sich weniger durch ihre Eignung zur Standard-PCR aus, sondern durch ihre verminderte Hemmung bei der Amplifikation von aDNA.

## Modifizierte Polymerasen
Durch Proteindesign wurde aus verschiedenen thermostabilen Polymerasen und der DNA-Klammer des thermostabilen DNA-bindenden Proteins SSo7d verschiedene Fusionsproteine mit der niedrigen Fehlerrate archaeischer und der hohen Syntheserate bakterieller thermostabiler DNA-Polymerasen erzeugt (Q5-Polymerase). Auch wurde ein Fusionsprotein des PCNA-Homologs aus Archaeoglobus fulgidus mit archaeischen thermostabilen DNA-Polymerasen erzeugt. Analog wurden Fusionsproteine thermostabiler DNA-Polymerasen mit der thermostabilen DNA-bindenden Proteindomäne einer Topoisomerase (vom Typ V, mit Helix-hairpin-Helix-Motiv, HhH) aus Methanopyrus kandleri erzeugt (TopoTaq und PfuC2). Ebenfalls durch Proteindesign wurde eine modifizierte Pfu-Polymerase erzeugt (Pfu Ultra). Ähnliche Effekte werden auch mit Mischungen thermostabiler DNA-Polymerasen beider Typen mit einem Mischungsverhältnis der Enzymaktivitäten der Polymerasen des Typs A und B von 30 zu 1 erzielt, z. B. die Herculase als kommerzielle Mischung der Taq- und der Pfu-Polymerase.
Die Basissyntheseraten verschiedener Polymerasen (engl. productivity) sind verglichen worden. Die Syntheserate der Taq-Polymerase liegt bei etwa 60 Basenpaaren pro Sekunde. Unter den unmodifizierten thermostabilen DNA-Polymerasen liegt nur die Syntheserate der KOD-Polymerase über 100 Basenpaaren pro Sekunde (circa 120 bp/s). Unter den modifizierten thermostabilen DNA-Polymerasen sind verschiedene Mutationen beschrieben worden, die die Syntheserate steigern. Die KOD-Polymerase und einige modifizierte thermostabile DNA-Polymerasen (iProof, Pfu Ultra, Phusion, Velocity oder Z-Taq) werden aufgrund ihrer hohen Syntheserate zu einer PCR-Variante mit kürzeren Amplifikationszyklen eingesetzt (Fast-PCR, High-speed PCR).
Die Fehlerraten verschiedener Polymerasen (engl. fidelity) sind bekannt und beschrieben worden. Die Fehlerrate der Taq-Polymerase beträgt 8 · 10−6 Fehler pro Basenpaar, die der KOD-Polymerase 3,5 · 10−6 Fehler pro Basenpaar, die der Tli-Polymerase und der Herculase 2,8 · 10−6 Fehler pro Basenpaar, die der Pfu-Polymerase 1,3 · 10−6 Fehler pro Basenpaar und die der Pfu Ultra 4,3 · 10−7 Fehler pro Basenpaar.
Bei den bakteriellen thermostabilen DNA-Polymerasen kann, analog zu der DNA-Polymerase aus E. coli durch Deletion der Exonuklease-Domäne im Zuge eines Proteindesigns ein Klenow-Fragment (Klen-Taq) oder ein Stoffel-Fragment erzeugt werden, was in einer höheren Produktkonzentration resultiert. Zwei für die Exonukleasefunktion der Taq-Polymerase notwendige Aminosäuren wurden durch Mutagenese als Arginine an den Positionen 25 und 74 (R25 und R74) identifiziert.
Die Bevorzugung einzelner Nukleotide durch eine thermostabile DNA-Polymerase wird als Nukleotidspezifität (engl. bias ‚Vorliebe‘, ‚Voreingenommenheit‘) bezeichnet. Bei der PCR-basierten DNA-Sequenzierung mit Kettenabbruchsubstraten (Didesoxymethode) ist oftmals deren gleichmäßiger Einbau und somit eine gleichmäßige Erzeugung aller Kettenabbruchprodukte erwünscht, um eine höhere Sensitivität und eine leichtere Auswertung zu ermöglichen. Hierzu wurde eine KlenTaq-Polymerase durch Deletion erzeugt und durch ortsspezifische Mutagenese ein Phenylalanin an Position 667 gegen Tyrosin getauscht (kurz: F667Y) und als Thermo Sequenase bezeichnet. Diese Polymerase kann auch für den Einbau Fluoreszenz-markierter Didesoxynukleotide verwendet werden.

### Andere DNA-Polymerasen
Die in den isothermalen DNA-Amplifikationen, z. B. bei der Multidisplacement Amplification, der Recombinase Polymerase Amplification oder dem Isothermal Assembly, zur Amplifikation ganzer Genome eingesetzten DNA-Polymerasen (z. B. die φ29-DNA-Polymerase aus dem Bakteriophagen phi29) sind nicht thermostabil. Die T4-, die T6- und die T7-DNA-Polymerase sind ebenfalls nicht thermostabil.

## Anwendungen
Neben der Wahl der eingesetzten thermostabilen DNA-Polymerase werden im Zuge einer PCR-Optimierung weitere Parameter einer PCR gezielt verändert.
Die thermostabilen DNA-Polymerasen werden neben der PCR auch für die Varianten der RT-PCR, der qPCR in verschiedenen Varianten, der ortsspezifischen Mutagenese und der DNA-Sequenzierung eingesetzt. Daneben werden damit auch Hybridisierungssonden für Southern Blot und Northern Blot durch Random priming hergestellt. Die 5'→3'-Exonuklease-Aktivität wird, ohne dass eine DNA-Vermehrung (Amplifikation) stattfindet, unter anderem zur Nick translation und zur TaqMan eingesetzt.